# Natalio Lorenzo Poquet
Natalio Lorenzo Poquet   (València, 18 de setembre de 1984) més conegut com a Natalio, és un futbolista valencià que juga com a davanter a la UE Llagostera

## Carrera de club
Nascut a Canals, València, Comunitat Valenciana, Natalio va jugar els seus primers anys com a professional amb clubs humils, essent comprat pel CE Castelló de Segona Divisió B el 2005 i Va passar la seva primera temporada 2005–06 Segona Divisió B cedit al FC Cartagena, també en aquest nivell.
Tornant a la campanya de Segona Divisió 2006-07, Natalio va marcar 15 gols amb el millor equip, ja que l'equip va aconseguir conservar la seva condició de lliga. Va debutar a la competició el 15 de setembre de 2007, jugant 20 minuts en una derrota per 3–1 fora de casa contra el Reial Madrid Finalment, no s'ha instal·lat a l'Andalusia, sent cedit consecutivament durant la durada del seu contracte; Tampoc va aconseguir marcar a la lliga durant el seu mandat.
El 21 de novembre de 2009, Natalio va marcar tres gols per al Reial Múrcia en una victòria a casa per 3-0 davant el Real Union. Titular durant la segona temporada, va veure com el seu equip baixava a l'última jornada després d'un empat 1-1 al Girona FC (que al seu torn va aconseguir mantenir-se).
Natalio va ser alliberat per Almeria el juny de 2010, acordant un contracte de tres anys al CD Tenerife de segon nivell el 16 de juliol. L'estiu següent, després que els Canàries patissin un segon descens consecutiu a la Segona Divisió 2010–11, va romandre a la lliga i va fitxar per CD Numància.
Després de diverses temporades de joc regular, Natalio es va incorporar a la UE Llagostera encara a la segona divisió el 27 de gener de 2016. Després de baixar la 2015–16, el 30 de juny va passar al nou ascens de l'UCAM Murcia CF.
El 14 de juliol de 2017, amb 32 anys, Natalio va signar amb el club China League One Yunnan Lijiang FC.

## Altres mèrits
- 1 Trofeu Basilio (màxim golejador del CE Castelló): temporada 2006/07.